# Зевенгейзен (Зейдплас)
Зевенгейзен (нід. Zevenhuizen) — село в нідерландській провінції Південна Голландія. Входить до муніципалітету Зейдплас.
Його площа становить 23,64 км².
До 1991 року мало статус окремого муніципалітету.

## Галерея

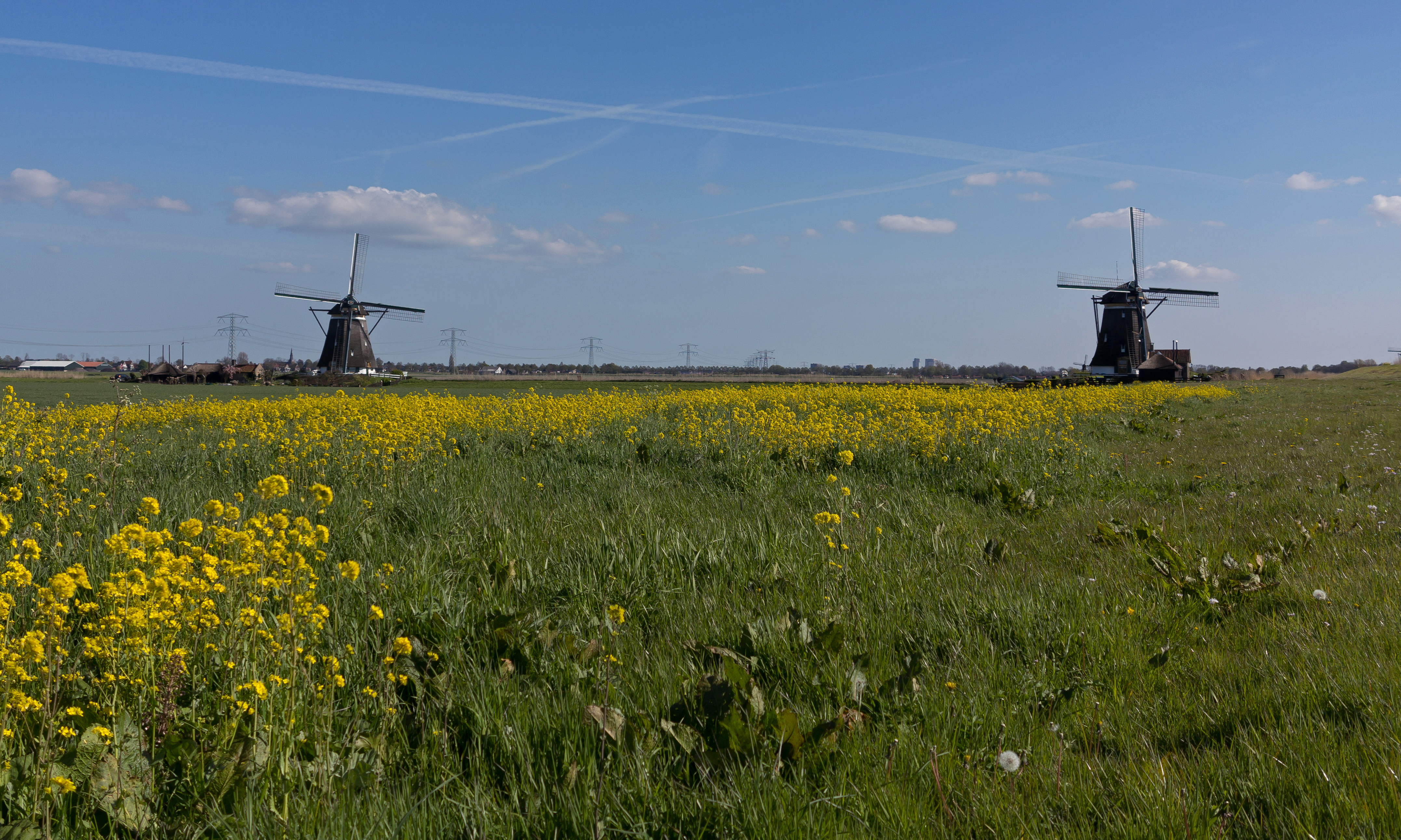
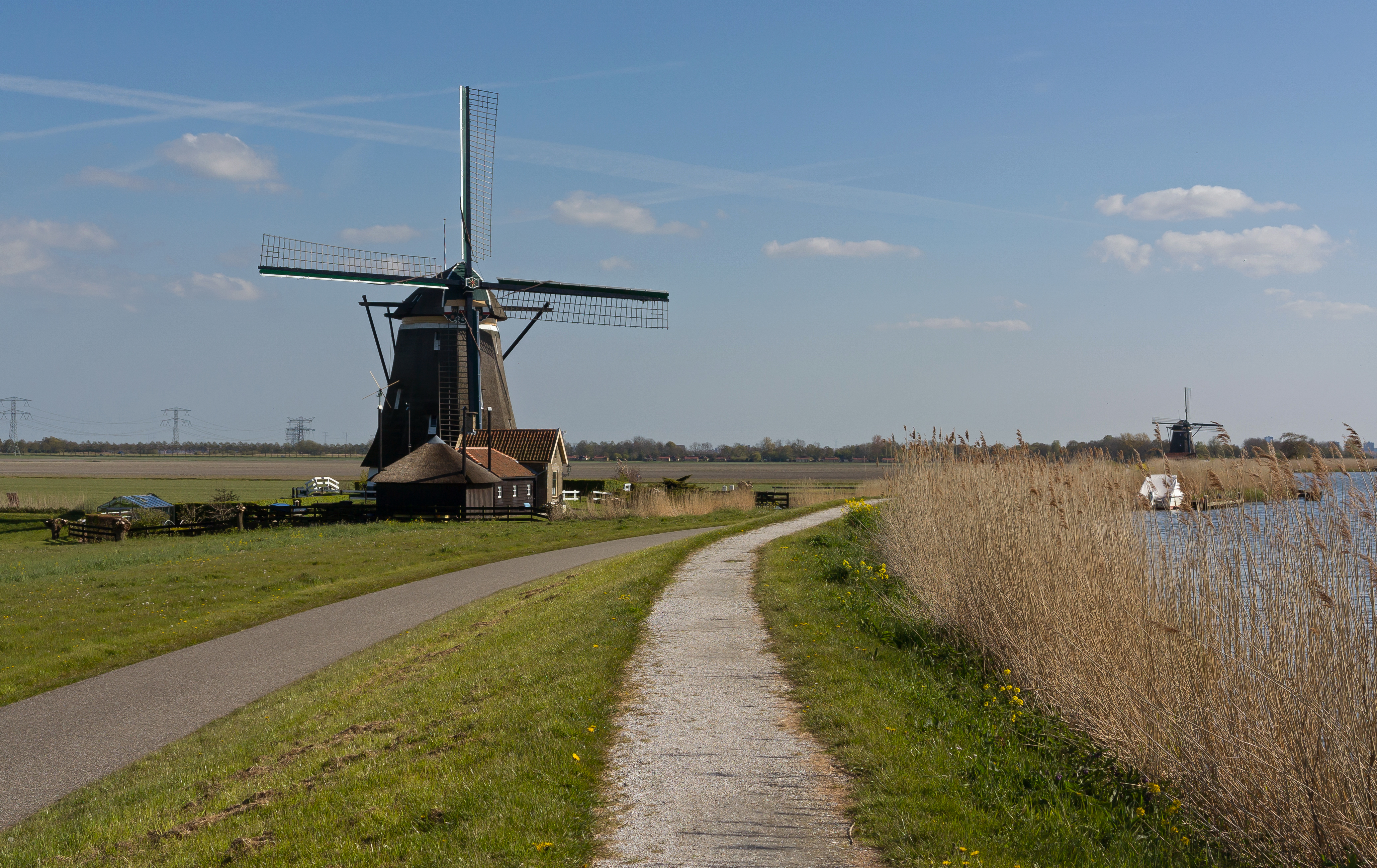
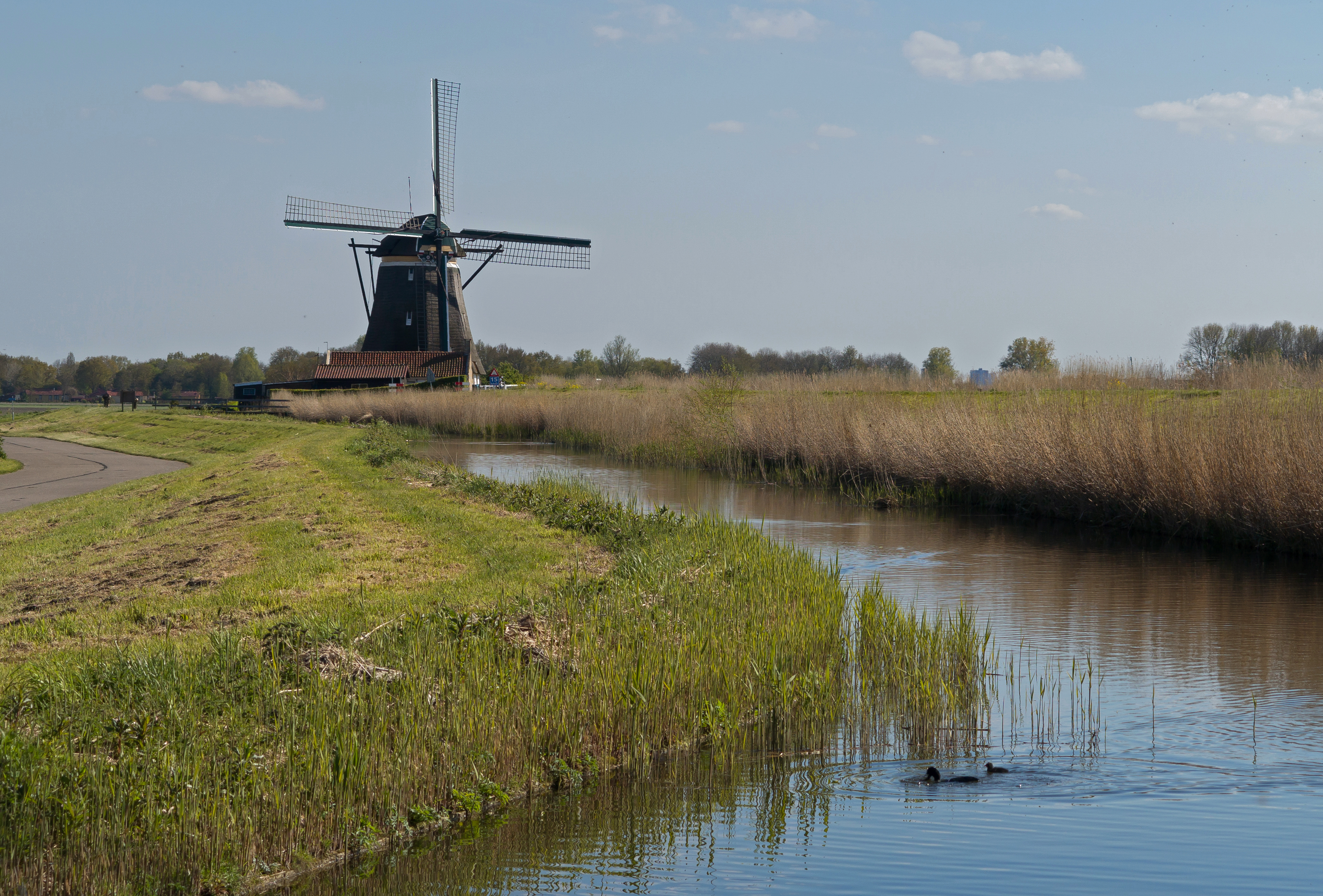